# HMS Ambush (S120)
HMS Ambush è un sottomarino della classe Astute della Royal Navy, la seconda barca della sua classe. L'Ambush è la terza nave, e il secondo sottomarino, a portare questo nome nel Royal Naval Service. È stata ordinata nel 1997, stabilita nel 2003 ed entrata in servizio nel 2013.

## Disegno

### Propulsione
Il reattore nucleare dell'Ambush non avrà bisogno di essere rifornito durante i 25 anni di servizio dell'unità. Dal momento che il sottomarino può purificare l'acqua e l'aria, sarà in grado di circumnavigare il pianeta senza riemergere. Il limite principale è che il sottomarino è in grado di trasportare solamente viveri per tre mesi per un equipaggio di 98 persone.

### Armamento
L'Ambush prevede armi fino a 38 in sei tubi lanciasiluri da 21 pollici (533 mm). Il sottomarino è in grado di utilizzare i missili di attacco terrestre Tomahawk Block IV con un raggio di 1.000 miglia (1.600 chilometri) e siluri massimi Spearfish.